# Panipat
Panipat (en hindi: पानीपत ) es una ciudad de la India, centro administrativo del distrito de Panipat, en el estado de Haryana.

## Geografía
Se encuentra a una altitud de 239 m s. n. m. a 169 km de la capital estatal, Chandigarh, en la zona horaria UTC +5:30.

## Demografía
Según estimación 2011 contaba con una población de 334 441 habitantes.